# Sarah Gascon
Sarah Gascon (* 12. Januar 1982) ist eine amerikanische Handballspielerin. Sie spielt beim Verein Los Angeles THC.
Seit 2005 spielt sie auch in der amerikanischen Nationalmannschaft.

## Erfolge
- 8. Platz mit der amerikanischen Frauen-Handballnationalmannschaft bei der Handball-Panamerikameisterschaft der Frauen 2013[1]